# Elecciones legislativas de Costa Rica de 1934
Las elecciones de medio período de Costa Rica de 1934 se realizaron para renovar parcialmente el Congreso Constitucional. Siendo presidente don Ricardo Jiménez Oreamuno, su partido obtuvo mayoría con 48% de los sufragios. La izquierda representada por el Partido Comunista Costarricense bajo el nombre de Bloque de Obreros y Campesinos participa por primera vez en la historia del país.

## Resultados
| Partido                                   | Votos  | Porcentaje |
| ----------------------------------------- | ------ | ---------- |
| Partido Republicano Nacional              | 22,973 | 48.1       |
| Partido Republicano                       | 4,126  | 8.6        |
| Partido Republicano Provincial            | 2,848  | 6.0        |
| Unión Provincial Alajuelense              | 2,640  | 5.5        |
| Bloque de Obreros y Campesinos            | 2,395  | 5.0        |
| Partido Independiente Antirreeleccionista | 1,601  | 3.4        |
| Partido Unión Herediana                   | 1,392  | 2.9        |
| Partido Nacionalista                      | 1,335  | 2.8        |
| Partido Nacional Republicano              | 1,141  | 2.4        |
| Partido Republicano Agrícola              | 951    | 2.0        |
| Regeneración Provincial Alajuelense       | 947    | 2.0        |
| Liga de Obreros y Agricultores            | 923    | 1.9        |
| Unión Guanacasteca                        | 863    | 1.8        |
| Partido Agrícola Provincial               | 793    | 1.7        |
| Partido Nacional Independiente            | 656    | 1.4        |
| Partido Chaconista                        | 626    | 1.3        |
| Partido Acción Socialista                 | 558    | 1.2        |
| Partido Republicano Alajuelense           | 208    | 0.4        |
| Partido Agrícola Civil                    | 169    | 0.4        |
| Liga Patriótica                           | 115    | 0.2        |
| Juventud Antirreeleccionista              | 96     | 0.1        |
| Partido Radical Socialista                | 89     | 0.1        |